# Albatani
Abu Abedalá Maomé ibne Jabir ibne Sinane Albatani (em árabe: أبو عبد اللّٰه محمد بن جابر بن سنان البَتّاني; romaniz.: Abū ʿAbd Allāh Muḥammad ibn Jābir ibn Sinān al-Battānī; Harrã, 858 – Qasr al-Jiss, próximo à Samarra, 929), melhor conhecido simplesmente como Albatani ou por suas formas latinizadas Albatêgnio (Albategnius), Albategni ou Albatênio (Albatenius), foi um astrônomo muçulmano. Seu epíteto Alçabi (aṣ-Ṣābi) sugere que entre seus ancestrais estão membros do grupo religioso dos Sabeus, que reverenciavam as estrelas; porém, seu nome completo afirma que ele era islâmico.